# 瑪麗-珊圖·米勒
瑪麗-珊圖·米勒（英語：Marie-Chantal Miller，1968年9月17日—），為名義上的希臘王儲妃與合法的丹麥王妃。她是美國免稅商店富豪Robert Miller的二女兒，于1995年7月1日和希臘王儲帕夫洛斯结婚，生有五个子女。

## 早年生活
瑪麗-珊圖在英國倫敦出生、父親是歐裔美國人、母親是厄瓜多爾人。她是第二名孩子，上有胞姊Pia，下有胞妹Alexandra。瑪麗-珊圖早年在香港長大並就讀於山頂學校（The Peak School）；九歲時前往瑞士的貴族寄宿學校羅西中學（Institut Le Rosey）上學。1982年，她𨍭校到巴黎的École Active Bilingue上學並在高中再轉到紐約的女校The Masters School。中學畢業後，她在藝術學院上了一年課。之後再到紐約大學就讀美術史，但一年後便因帕夫諾斯王儲向她求婚而退學。

## 婚姻及家庭
1995年，瑪麗-珊圖和希臘國王康斯坦丁二世之子、希臘王儲帕夫洛斯訂婚。同年5月22日，她從天主教會改宗希臘正教會。7日1日，兩人在倫敦結婚，新娘的婚紗是由知名設計師瓦倫蒂諾（Valentino）設計的。不少歐洲皇室成員及十名希臘新民主黨的成員均有出席婚禮。
兩人育有五名孩子：
- 瑪麗亞-奧林匹亞（Maria-Olympia） ：1996年7月25日在紐約康奈爾醫療中心出生
- 康斯坦丁-艾力西奥（Constantine Alexios） ：1998年10月29日在紐約康奈爾醫療中心出生
- 阿希利-安德烈（Achileas-Andreas）： 2000年8月12日在紐約康奈爾醫療中心出生
- 奧德修斯-基文（Odysseas-Kimon） ：2004年9月17日在倫敦波特蘭醫院出生
- 阿里士多德-史塔弗羅 （Aristides-Stavros） ：2008年6月29日在洛杉磯錫安山醫學中心出生

## 封銜，榮譽
- 1995年7月1日–至今：希臘王儲妃和丹麥王妃殿下